# مسجد ترنجة
مسجد ترنجة هو مسجد تونسي يقع شمال مدينة تونس العتيقة في تونس العاصمة.

## الموقع

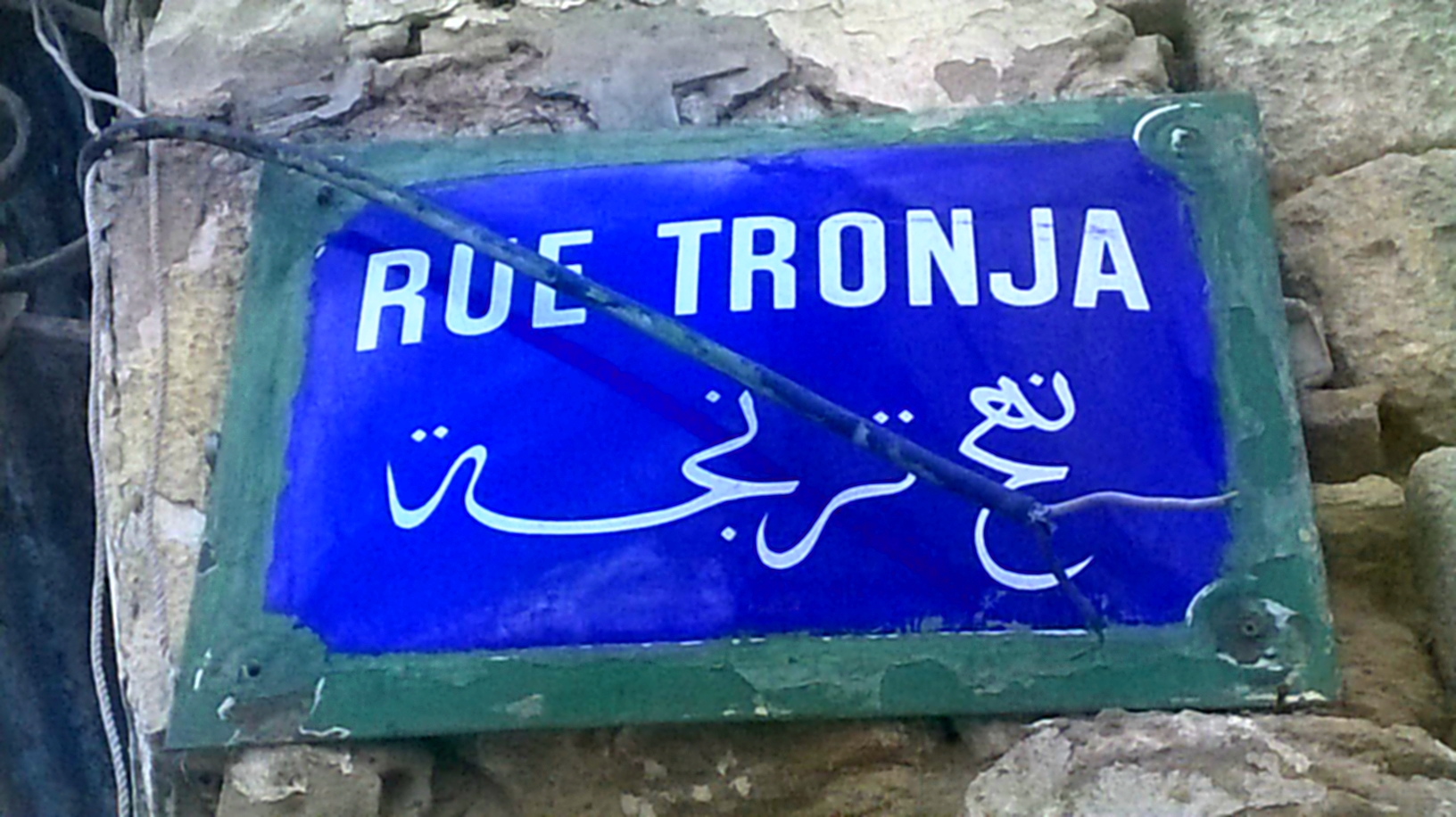
لوحةشارع تبين نهج ترنجة.

يقع المسجد في 13 نهج ترنجة.

## التسمية
وفقا لعالم الجغرافيا البكري، كانت حدائق الأترج تحيط بمدينة تونس، مما أعطى هذا النهج اسمه.

## التاريخ
شيد المسجد في 1983 تحت حكم الحسينيين كما هو مذكور على اللوحة التذكارية خارج المسجد.

## معرض صور

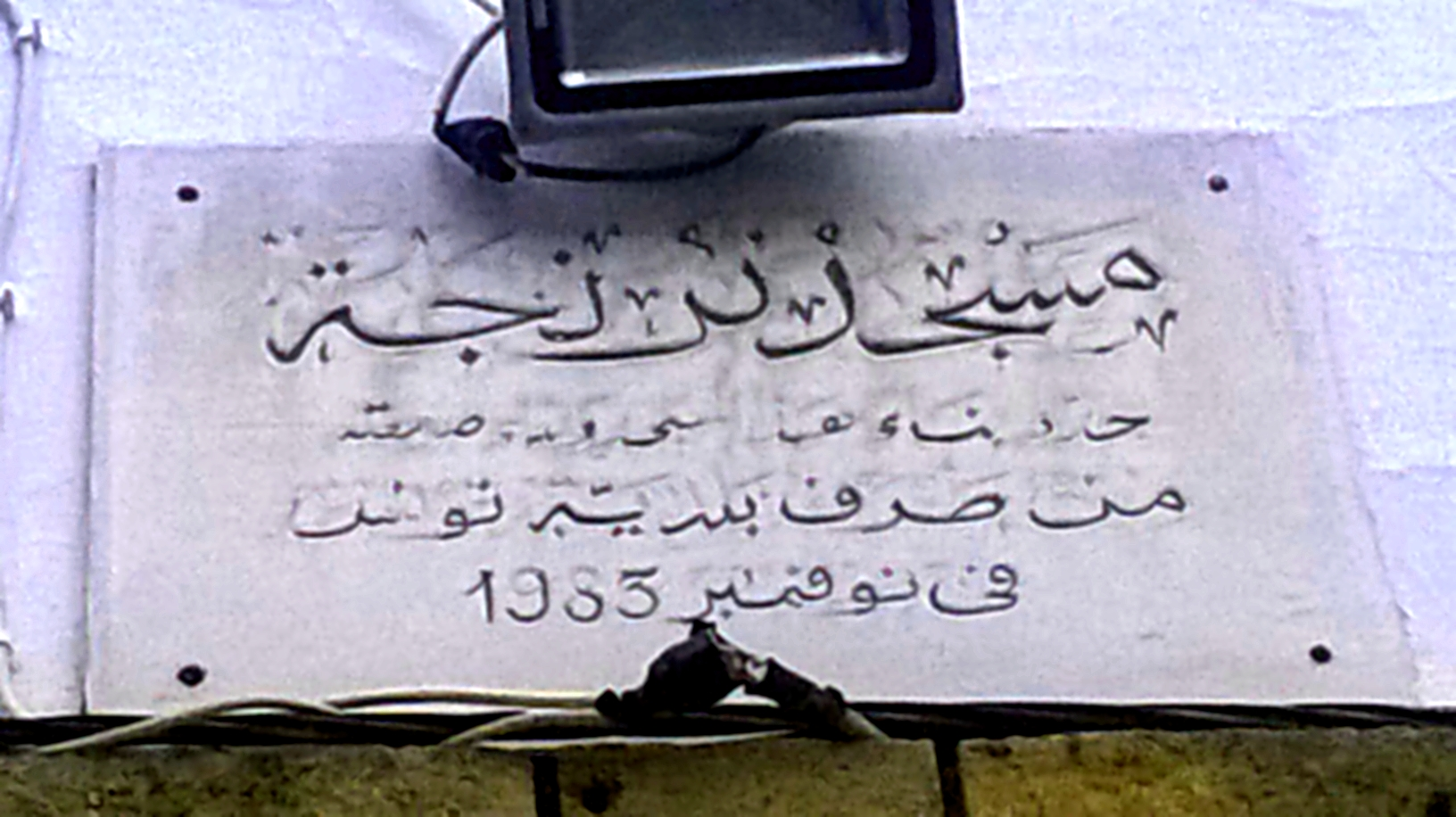
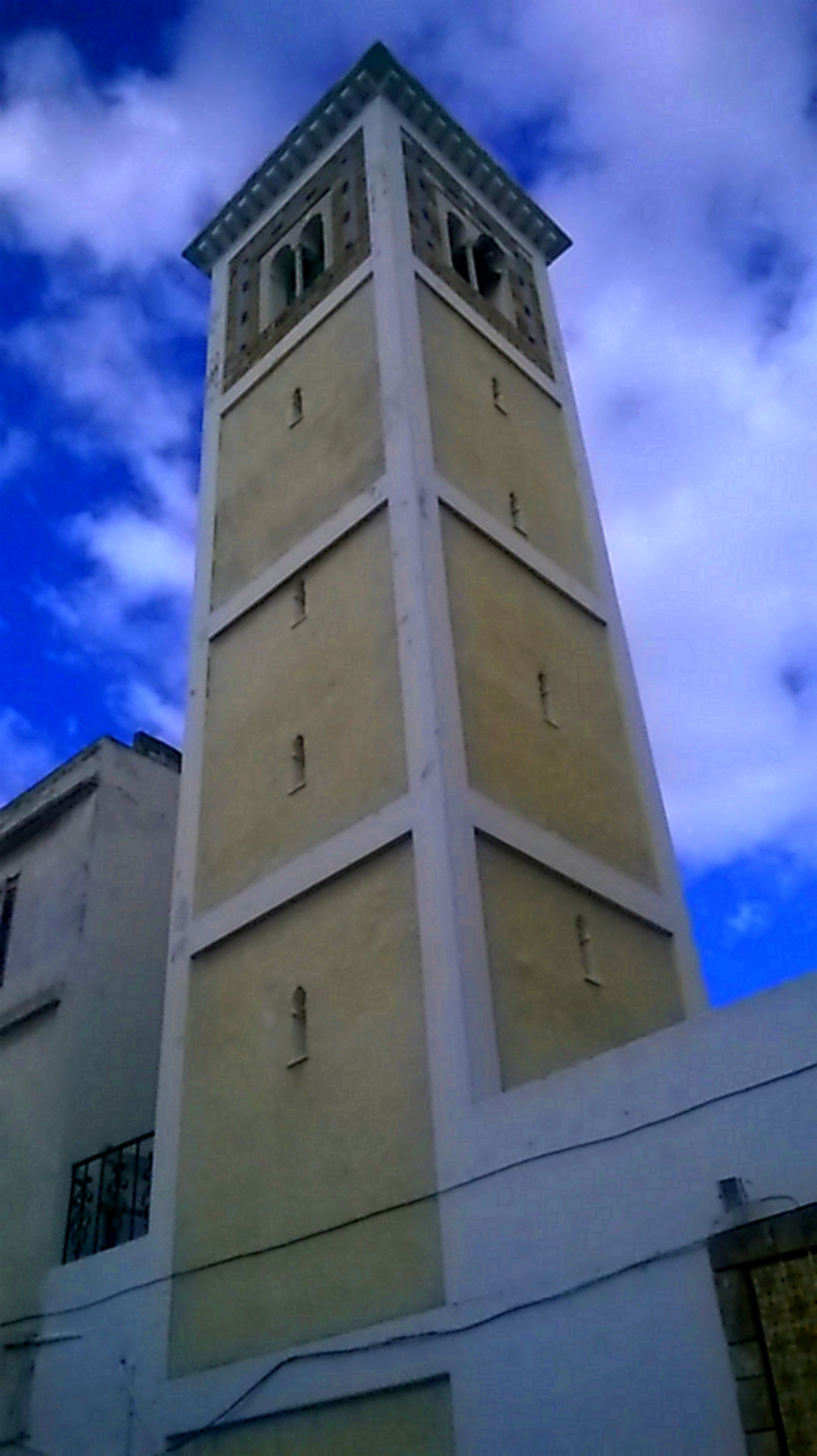
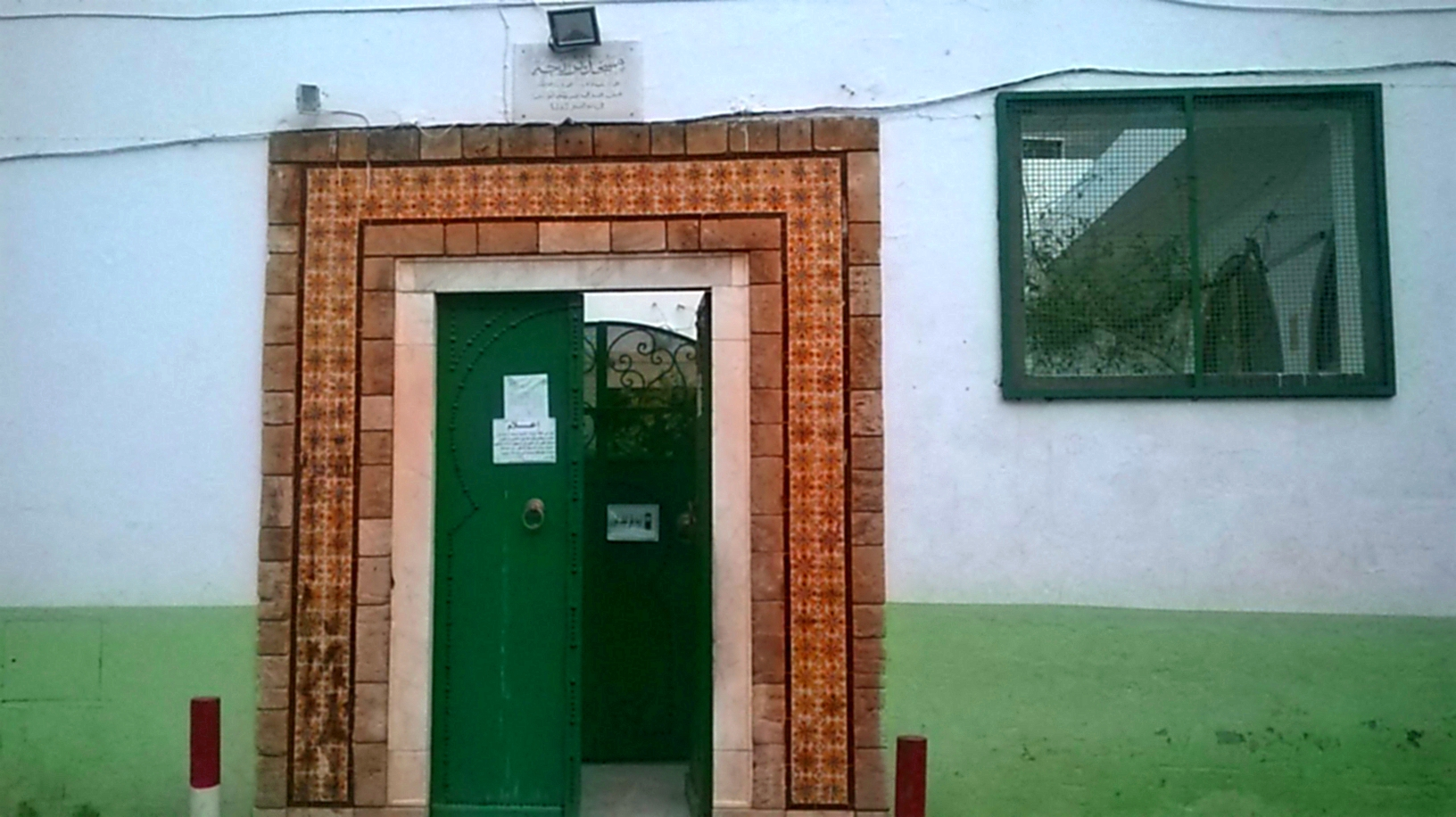

## مقالات ذات صلة
- مساجد مدينة تونس